# 抬閣
抬閣，为中國传统节庆活动中的一种民俗巡游表演形式因古代中原地區流行迎神賽會，這是抬閣最早的雛形，後逐漸傳到東南及西北地區，並且在各地形成不同的特色。

## 名稱
各地區對抬閣這項民俗各有不同的名稱，如江西瑞金謂之春色、南康謂之抬毛老爺，寧都則稱之為裝古史。而在廣東平遠謂之裝故事，五華謂之扮童子戲，南雄謂之扮台閣，曲江謂之扮故事。山东陕西等地稱為芯子，廣東稱為飄色（通过细小的色梗支撑表演者，给人凌空飘逸、轻巧灵动的感觉），山东、陕西等地稱為芯子（因支架如灯芯在内支撑而得名）。閩東地區稱為鐵枝、抬鐵枝。

## 歷史
據載唐宋戲曲說書流行後，民間便開始形成一種以成人或孩童化妝成戲劇中人物的遊行，俗稱賽色或彩色，其中在檯面上裝扮淩空而起的人物的，就是飄色。
明清年间流傳至山東、陝西，由小演员扮演戏曲和民间传说人物，利用铁支架稳定在由台桌特制的高竿或其他造型上，众人抬着巡街表演，并演绎各种故事。
清代起，流行于闽东地区的周宁、福安、霞浦、蕉城、福鼎一带，是节庆巡游活动中的一种民俗表演形式。

## 表演形式
可分为桌芯子、转芯子、单杆芯子、扛芯子、车芯子，又有单人芯子、双人芯子、多人芯子之分。
主要以色櫃（藝閣）为展示舞台，以人物造型为表演形式，表演大多依据历史故事和民间传说设计。吸收了传统戏曲、舞蹈、杂技等因素，是展現各地方不同特色的一种民间艺术样式。
色柜为飘色巡游中人物造型的载体和展台。一个色柜就是一个展示完整故事的小舞台。将钢管或铁条焊接成枝状，固定在车辕或車身其他位置上，稱為色梗，支撑表演者。色梗既要形状符合故事情节，又要连接巧妙，质量更需结实可靠。进行搬行和流动表演。
扮演者稱為色心，於廣東地區，男稱色仔，女稱色女：为通过服饰装扮和化妆的扮演者。限于支架承受力，色心一般为儿童，化妆后做静态的人物造型或简单的动作表演。部份地區又可分为“屏”和“飘”两类。屏为坐在色柜上的人物造型；飘为色梗支撑，凌空飘起的造型，需体重轻的儿童扮演，营造飘逸的效果。

## 各地情況

### 廣東、香港、澳門
飘色巡演广泛分布并活跃于广东各地。中山最具代表性的飄色是南朗崖口飘色和黄埔飘色。崖口飘色据传源于耍菩萨的祭祀习俗，在每年农历五月初六龙王诞时举行，2008年列入第二批国家级非物质文化遗产名录。
珠海乾务飘色起源于明朝，由时任江西彭泽县令的本地人梁国栋引入，以乾北的“仕林祭塔”，乾西的“螃蟹过江”和乾东的“喜鹊练梅”最为著名。
台山浮石飘色源于“陕西高抬”，由浮石村举人赴京赶考时引入。其发展与当地的北帝诞活动有关，逢三月三和九月九时与北帝巡游一起表演。2008年列入第二批国家级非物质文化遗产名录。
吴川飘色在每年农历正月十六、十七日闹元宵时表演。2008年列入第二批国家级非物质文化遗产名录。番禺发展较好的有员岗跷色，沙湾飘色、化龙潭山飘色和番禺水色。其中的沙湾飘色由沙湾北帝诞迎神赛会发展而来。因粤剧名伶参与太平天国失败，粤剧被禁后，粤剧艺人与飘色活动结合而发展壮大。番禺水色以木筏为载体，戏剧和民间传说为内容的水上表演活动。由祭祀天后活动的表演发展而来。
信宜德隆飘色独有十八人大型飘色。逢元宵佳节或重大喜庆活动时举行
云浮连滩飘色与当地张公庙会相关。为纪念抗击倭寇的张元勋，于他的诞辰农历二十举行表演。
香港長洲飄色巡遊源於沙灣飄色，香港长洲岛的特色节日長洲太平清醮于农历四月初八举行。飘色巡游为节庆的高潮。此外，每年的筲箕灣譚公誕也有飄色。
澳門路環譚公誕及部份天后誕活動均有飄色巡遊活動。

### 湖南
湖南省，岳陽市所轄縣級行政區汨羅市的長樂鎮，每年正月期間有抬閣故事會

### 江西
這些地區於正月十五元宵節，由五至八歲的小童擔任並參與妝扮成神話故事或古典戲曲的人物，過程會坐在彩色剪紙等吉祥圖案裝飾的故事棚里，由大人抬著遊街串巷，以祈求新一年風調雨順、國泰民安。

### 山東、陝西
2008年，阁子里芯子、周村芯子和章丘芯子入选第二批国家级非物质文化遗产名录。

### 閩東地區
2008年，福鼎沙埕铁枝、屏南双溪铁枝和霍童铁枝入选第二批国家级非物质文化遗产名录。